# Maria Cantwell
Maria E. Cantwell, född 13 oktober 1958 i Indianapolis, Indiana, är en amerikansk demokratisk politiker. Hon är ledamot av USA:s senat från delstaten Washington sedan 2001. Hon var ledamot av USA:s representanthus 1993-1995.
Hon avlade grundexamen vid Miami University i Oxford, Ohio.
I 2000 års kongressval besegrade hon den sittande senatorn Slade Gorton. Efter omräkning fastställdes hennes segermarginal till 2.229 röster. Tillsammans med Debbie Stabenow från Michigan var hon den första kvinnan att besegra en sittande ledamot av USA:s senat.